# Tortula felipponei
Tortula felipponei är en bladmossart som beskrevs av Thériot in Felippone 1930. Tortula felipponei ingår i släktet tussmossor, och familjen Pottiaceae. Inga underarter finns listade i Catalogue of Life.